# Fagivorina tenebraria
Fagivorina tenebraria är en fjärilsart som beskrevs av Fielder. Fagivorina tenebraria ingår i släktet Fagivorina och familjen mätare. Inga underarter finns listade i Catalogue of Life.